# 8279 Cuzco
8279 Cuzco este un asteroid din centura principală, descoperit pe 6 august 1991, de Eric Elst.